# Museo Nacional de Arte, Arquitectura y Diseño
El Museo Nacional de Arte, Arquitectura y Diseño (en noruego: Nasjonalmuseet for kunst, arkitektur og design) de Oslo es el Museo Nacional de Arte de Noruega. 
Fue creado el 1 de julio de 2003 tras la fusión del Museo de Arquitectura de Noruega, el Museo de Artes Decorativas y Diseño, el Museo de Arte Contemporáneo, la Galería Nacional de Noruega, y las Exposiciones de gira nacional.
Sus directores han sido Sune Nordgren (2003-2006), Anne Kjellberg (2006-2007), Allis Helleland (2007-2008), Ingar Pettersen (2008-2009) y Audun Eckhoff (2009–presente). Los presidentes de la Junta han sido Christian Bjelland (2002-2008) y Svein Aaser (2008-presente).
Entre las obras de su colección se encuentra una de las versiones de El grito (Skrik) de Edvard Munch y Armadura de Ragnhil Keyser.

## Galería

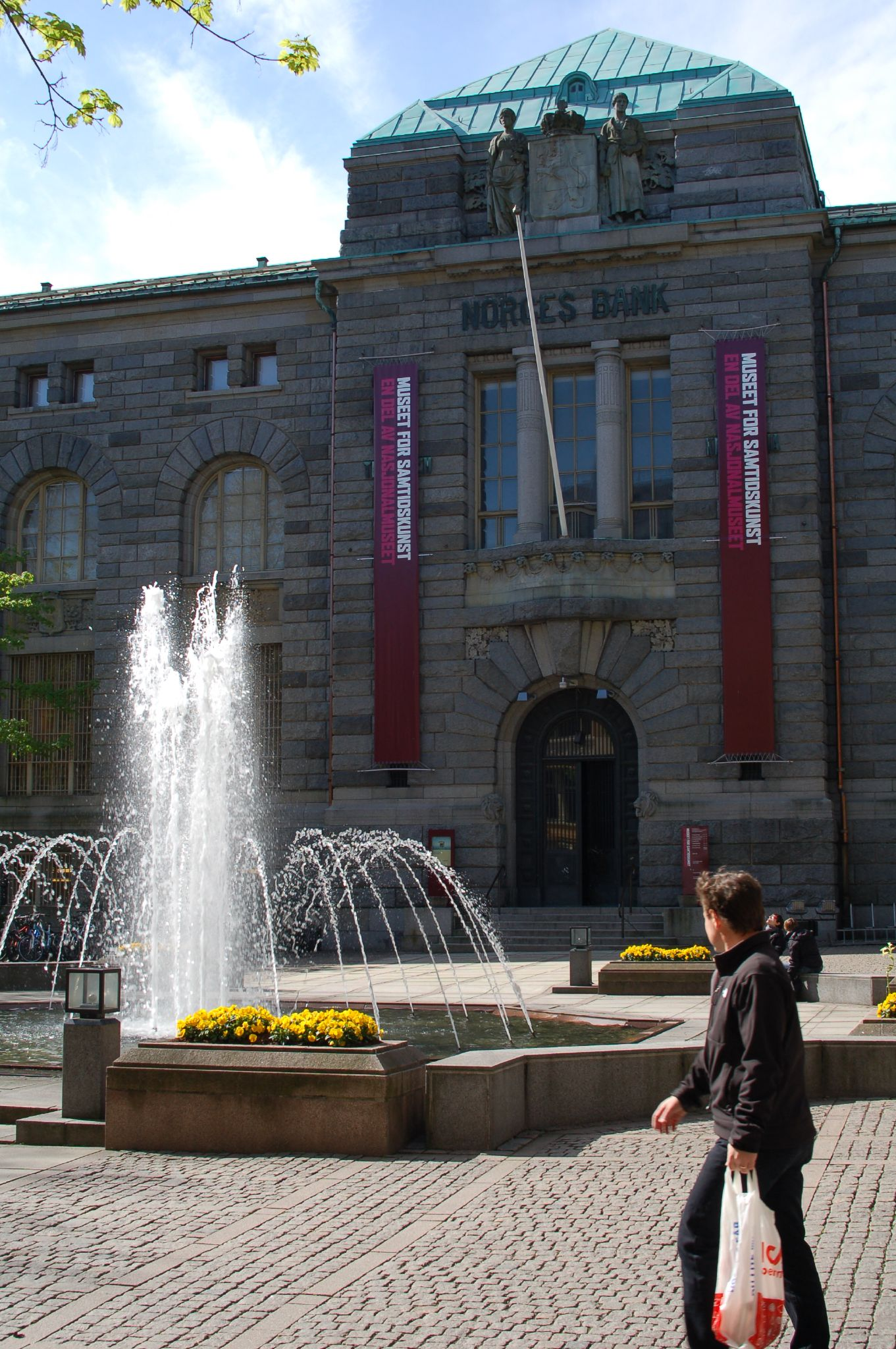
Museo de Arte Contemporáneo.
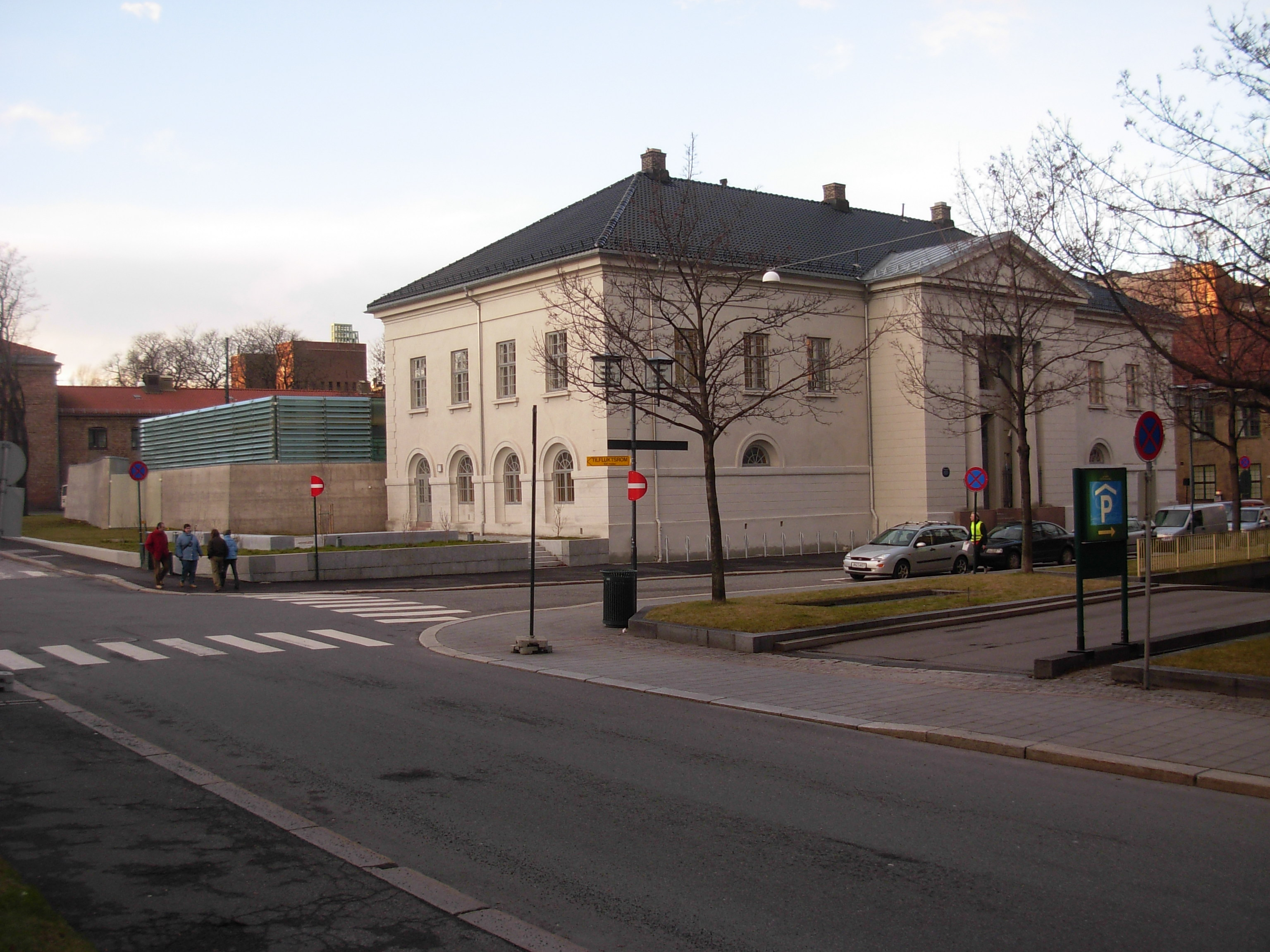
Museo de Arquitectura.